# Earl of Radnor

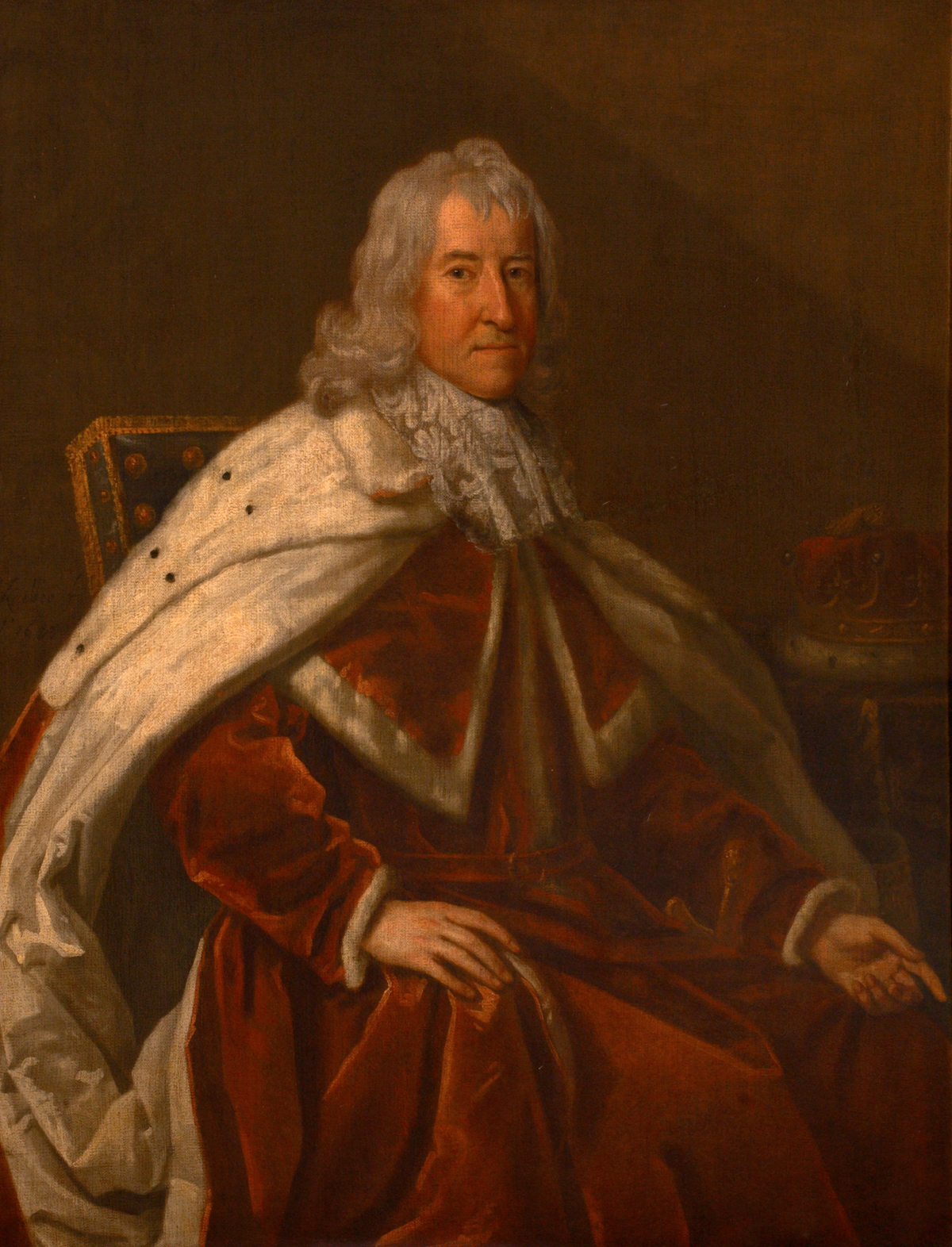
John Robartes, 1. Earl of Radnor

Wappen des Earls of Radnor (zweite Verleihung)

Earl of Radnor ist ein erblicher britischer Adelstitel, der einmal in der Peerage of England und einmal in der Peerage of Great Britain verliehen wurde. Er ist benannt nach dem County Radnorshire in Wales.

## Verleihungen und nachgeordnete Titel
Der Titel wurde erstmals am 23. Juli 1679 in der Peerage of England an John Robartes, 2. Baron Robartes, verliehen, zusammen mit dem nachgeordneten Titel Viscount Bodmin. Er hatte bereits 1634 von seinem Vater den Titel Baron Robartes, of Truro, geerbt, der diesem am 26. Januar 1625 in der Peerage of England verliehen worden war. Die Titel erloschen beim Tod seines Enkels, des 4. Earls, am 15. Juli 1757.
In zweiter Verleihung wurde der Titel am 31. Oktober 1765 in der Peerage of Great Britain für William Bouverie, 2. Viscount Folkestone, neu geschaffen, zusammen mit dem nachgeordneten Titel Baron Pleydell-Bouverie, of Coleshill in the County of Berkshire. 1761 hatte er bereits von seinem Vater die Titel Viscount Folkestone und Baron Longford geerbt, die diesem am 29. Juni 1747 in der Peerage of Great Britain verliehen worden waren. Heutiger Titelinhaber ist sein Nachfahre William Pleydell-Bouverie als 9. Earl. Familiensitz der Earls ist Longford Castle bei Salisbury in Wiltshire.

## Liste der Earls of Radnor und Viscounts Folkestone

### Earls of Radnor, erste Verleihung (1679)
- John Robartes, 1. Earl of Radnor (1606–1685)
- Charles Robartes, 2. Earl of Radnor (1660–1723)
- Henry Robartes, 3. Earl of Radnor (1695–1741)
- John Robartes, 4. Earl of Radnor (1686–1757)

### Viscounts Folkestone (1747)
- Jacob des Bouverie, 1. Viscount Folkestone (1694–1761)
- William Bouverie, 2. Viscount Folkestone (1725–1776) (1765 zum Earl of Radnor erhoben)

### Earls of Radnor, zweite Verleihung (1765)
- William Bouverie, 1. Earl of Radnor (1725–1776)
- Jacob Pleydell-Bouverie, 2. Earl of Radnor (1750–1828)
- William Pleydell-Bouverie, 3. Earl of Radnor (1779–1869)
- Jacob Pleydell-Bouverie, 4. Earl of Radnor (1815–1889)
- William Pleydell-Bouverie, 5. Earl of Radnor (1841–1900)
- Jacob Pleydell-Bouverie, 6. Earl of Radnor (1868–1930)
- William Pleydell-Bouverie, 7. Earl of Radnor (1895–1968)
- Jacob Pleydell-Bouverie, 8. Earl of Radnor (1927–2008)
- William Pleydell-Bouverie, 9. Earl of Radnor (* 1955)

Voraussichtlicher Titelerbe (Heir apparent) ist der älteste Sohn des aktuellen Titelinhabers Jacob Pleydell-Bouverie, Viscount Folkestone (* 1999).